# Coppa Italia di pallacanestro maschile 2011
La fase finale della Coppa Italia di pallacanestro maschile 2011 si è svolta tra il 10 ed il 13 febbraio 2011 presso il PalaOlimpico di Torino.
Ad aggiudicarsi il trofeo è stata la Mens Sana Siena.

## Squadre
Le squadre qualificate sono le prime otto classificate al termine del girone di andata della Serie A 2010-2011. Differentemente dalle precedenti edizioni, gli accoppiamenti non derivano da sorteggio ma seguono un tabellone fisso basato sul posizionamento in classifica.
1. Montepaschi Siena
2. Armani Jeans Milano
3. Bennet Cantù
4. Canadian Solar Bologna
5. Fabi Shoes Montegranaro
6. Angelico Biella
7. Air Avellino
8. Scavolini Siviglia Pesaro

## Tabellone
|  | Quarti di finale 10-11 febbraio | Quarti di finale 10-11 febbraio | Quarti di finale 10-11 febbraio |              |                        | Semifinali 12 febbraio | Semifinali 12 febbraio | Semifinali 12 febbraio |  |  | Finale 13 febbraio | Finale 13 febbraio | Finale 13 febbraio |
|  |                                 |                                 |                                 |              |                        |                        |                        |                        |  |  |                    |                    |                    |
|  | 1                               | Montepaschi Siena               | 81                              |              |                        |                        |                        |                        |  |  |                    |                    |                    |
|  | 8                               | Scavolini Siviglia Pesaro       | 68                              |              |                        |                        |                        |                        |  |  |                    |                    |                    |
|  | 8                               | Scavolini Siviglia Pesaro       | 68                              |              | 1                      | Montepaschi Siena      | 80                     |                        |  |  |                    |                    |                    |
|  |                                 |                                 |                                 |              | 1                      | Montepaschi Siena      | 80                     |                        |  |  |                    |                    |                    |
|  |                                 | 5                               | Fabi Shoes Montegranaro         | 67           |                        |                        |                        |                        |  |  |                    |                    |                    |
|  | 4                               | 5                               | Fabi Shoes Montegranaro         | 67           | Canadian Solar Bologna | 72                     |                        |                        |  |  |                    |                    |                    |
|  | 4                               |                                 |                                 |              | Canadian Solar Bologna | 72                     |                        |                        |  |  |                    |                    |                    |
|  | 5                               | Fabi Shoes Montegranaro         | 83                              |              |                        |                        |                        |                        |  |  |                    |                    |                    |
|  |                                 |                                 |                                 |              |                        |                        |                        |                        |  |  | 1                  | Montepaschi Siena  | 79                 |
|  |                                 |                                 | 3                               | Bennet Cantù | 72                     |                        |                        |                        |  |  |                    |                    |                    |
|  | 3                               | Bennet Cantù                    | 86                              |              |                        |                        |                        |                        |  |  |                    |                    |                    |
|  | 6                               | Angelico Biella                 | 57                              |              |                        |                        |                        |                        |  |  |                    |                    |                    |
|  | 6                               | Angelico Biella                 | 57                              |              | 3                      | Bennet Cantù           | 82                     |                        |  |  |                    |                    |                    |
|  |                                 |                                 |                                 |              | 3                      | Bennet Cantù           | 82                     |                        |  |  |                    |                    |                    |
|  |                                 | 7                               | Air Avellino                    | 65           |                        |                        |                        |                        |  |  |                    |                    |                    |
|  | 2                               | 7                               | Air Avellino                    | 65           | Armani Jeans Milano    | 84                     |                        |                        |  |  |                    |                    |                    |
|  | 2                               |                                 |                                 |              | Armani Jeans Milano    | 84                     |                        |                        |  |  |                    |                    |                    |
|  | 7                               | Air Avellino                    | 92                              |              |                        |                        |                        |                        |  |  |                    |                    |                    |

### Tabellini

#### Quarti di finale
| Arbitri: | Cerebuch (Trieste) Taurino (Modena) Filippini (Pisa) |

|             |          |           |
| Moss 21     | Punti    | 20 Almond |
| Zīsīs 4     | Assist   | 3 Hackett |
| Stonerook 7 | Rimbalzi | 9 Cusin   |

| Arbitri: | Lanzarini (Bologna) Pozzana Weidmann (Roma) |

|              |          |                  |
| Ivanov 24    | Punti    | 14 Sanik'idze    |
| Cinciarini 8 | Assist   | 3 Poeta, Winston |
| Ford 11      | Rimbalzi | 8 Sanik'idze     |

| Arbitri: | Facchini (Lugo) Chiari (Ponzano Veneto) Lo Guzzo (Catanzaro) |

|              |          |          |
| Hawkins 23   | Punti    | 21 Dean  |
| Mancinelli 5 | Assist   | 20 Green |
| Mačiulis 7   | Rimbalzi | 3 Dean   |

| Arbitri: | Cicoria (Milano) Sahin Duranti |

|              |          |              |
| Mazzarino 19 | Punti    | 15 Slaughter |
| Leunen 7     | Assist   | 4 Sosa       |
| Ortner 12    | Rimbalzi | 5 Suton      |

#### Semifinali
| Arbitri: | Facchini (Lugo) Sabetta (Termoli) Sardella (Rimini) |

|             |          |              |
| Kaukėnas 18 | Punti    | 19 Ford      |
| Zīsīs 4     | Assist   | 5 Cinciarini |
| Stonerook 5 | Rimbalzi | 12 Ford      |

| Arbitri: | Lamonica (Pescara) Paternicò (Piazza Armerina) Seghetti (Livorno) |

|                |          |             |
| Mazzarino 21   | Punti    | 22 Szewczyk |
| Green, Micov 5 | Assist   | 8 Green     |
| Leunen 8       | Rimbalzi | 11 Szewczyk |

#### Finale
| Arbitri: | Cerebuch (Trieste) Mattioli (Pesaro) Begnis (Crema) |

|               |          |                                   |
| Lavrinovič 21 | Punti    | 16 Leunen                         |
| Kaukėnas 5    | Assist   | 3 Green, Mazzarino, Micov, Ortner |
| Lavrinovič 6  | Rimbalzi | 6 Leunen, Micov, Ortner           |

## Verdetti
- Vincitrice Coppa Italia: Montepaschi Siena

Formazione: Nikos Zīsīs, Malik Hairston, Marco Carraretto, Milovan Raković, Kšyštof Lavrinovič, Rimantas Kaukėnas, Tomas Ress, Andrea Michelori, Mattia Udom, Shaun Stonerook, Pietro Aradori, David Moss. All. Simone Pianigiani.
- MVP delle finali: Kšyštof Lavrinovič, Montepaschi Siena[3]